# 스파로네
스파로네는 피에몬테주의 이탈리아 지방에 있는 토리노 광역시의 코무네로, 토리노 북서쪽으로 약 40 킬로미터 (25 mi) 떨어진 카나베세에 위치한다.
이곳에는 중세 시대에 지어진 로마네스크 양식의 산타 크로체 교회가 있으며, 여러 고딕 프레스코화가 소장되어 있다.
코무네 영역에는 여러 프라치오네가 포함된다: 아이아 디 피에트라, 아파레, 바르케로, 비스도니오, 보세, 부드레르, 칼사치오, 체레세타, 코스타, 페일롱고, 프라키아모, 노세, 온치노, 피아니, 솜마빌라, 토레, 바사리오.